# Silda (Loppa)
Silda (nordsamisk: Sildi) er en ubeboet ø i Loppa kommune i Troms og Finnmark fylke i Nordnorge. Øen ligger øst for Lopphavet mellem Bergsfjorden og Sandlandsfjorden. Den har et areal på 43,18 km².
Øens navn var i gammel tid Silden, og refererer først og fremst til øens udseende som ligner fisken sild.
Der er arkæologiske fund af landbrugsredskaber, spor af huse og begravelser fra jernalderen og middelalderen.